# Granatwerfer 42
Le (Schwere) Granatwerfer 42, ou 12 cm GrW 42 (mortier lourd modèle 1942 de 120 mm) est un mortier utilisé par l'Armée allemande durant la Seconde Guerre mondiale. C'est une copie du mortier soviétique 120 mm HM-38 (M1938 mortar (en)), combinant puissance et portée. Les Allemands captureront beaucoup de ces derniers, qui seront réutilisés tels quels sous le nom de 12 cm Granatwerfer 378 (r). 
La version allemande reprend l'embase circulaire et est démontable en trois fardeaux : le tube, le bipied et ladite plaque de base. L'adjectif schwere (« lourd ») précède parfois sa dénomination pour identifier sa catégorie et le différencier du kurze Granatwerfer 42, version raccourcie du Granatwerfer 34.